# Луки (Черниговская область)
Луки (укр. Луки) — село в Менском районе Черниговской области Украины. Население 41 человек. Занимает площадь 0,25 км². Расположено на реке Старая Десна.
Код КОАТУУ: 7423085905. Почтовый индекс: 15680. Телефонный код: +380 4644.

## Власть
Орган местного самоуправления — Лесковский сельский совет. Почтовый адрес: 15672, Черниговская обл., Менский р-н, с. Лески, ул. Шевченко, 34а.